# Max (film 2002)
Max è un film del 2002 diretto da Menno Meyjes.
Prodotto e interpretato da John Cusack, il film è ambientato nella Germania del primo dopoguerra; la pellicola narra dell'immaginario incontro tra il giovane caporale (e aspirante pittore) Adolf Hitler e il mercante d'arte ebreo Max Rothman e dell'influenza che questa amicizia avrà sulla carriera politica del futuro Fuhrer.
Steven Spielberg, pur apprezzando la sceneggiatura, non volle produrre il film poiché non voleva vedere il proprio nome abbinato a quello di una pellicola dedicata ad Adolf Hitler. Mentre John Cusack, pur di produrre il film, rinunciò al suo compenso di attore.

## Trama
Monaco (Germania), 1918. Alla fine della prima guerra mondiale si incrociano casualmente le esistenze di due reduci del fronte: Max Rothman, un aspirante pittore appartenente a una ricca famiglia ebrea che dopo aver perso un braccio in guerra è diventato mercante d'arte, e il giovane caporale Adolf Hitler, distintosi per valore in battaglia ma privo di mezzi, benché anch'egli appassionato d'arte e aspirante artista. Rothman intuisce nel ragazzo, solitario e scontroso, un grande talento e lo esorta a canalizzare le sue inquietudini in un percorso artistico ben definito, ma gli eventi storici incalzano: il trattato di Versailles risveglia i sopiti istinti nazionalisti nel paese e il giovane caporale Hitler viene cooptato nel neonato Partito Nazionalsocialista Tedesco dei Lavoratori.
Sarà il momento per lui di decidere tra carriera politica e vocazione artistica.